# XIe gouvernement régional de Madère
 (signalé en mai 2025).
Si vous disposez d'ouvrages ou d'articles de référence ou si vous connaissez des sites web de qualité traitant du thème abordé ici, merci de compléter l'article en donnant les références utiles à sa vérifiabilité et en les liant à la section « Notes et références ».
- Archive Wikiwix
- Bing
- Cairn
- DuckDuckGo
- E. Universalis
- Gallica
- Google
- G. Books
- G. News
- G. Scholar
- Persée
- Qwant
- (zh) Baidu
- (ru) Yandex
- (wd) trouver des œuvres sur Wikidata

Région autonome de Madère
Xe XIIe
Le XIe gouvernement régional de Madère (en portugais : XI Governo Regional da Madeira) est le gouvernement de la région autonome de Madère en fonction du 9 novembre 2011 au 20 avril 2015 durant la onzième législature de l'Assemblée législative.

## Composition
| Portefeuille                                                       | Titulaire | Titulaire                         | Parti   |
| ------------------------------------------------------------------ | --------- | --------------------------------- | ------- |
| Président du gouvernement régional (pt)                            |           | Alberto João Jardim               | PPD/PSD |
| Vice-président du gouvernement régional                            |           | João Carlos Cunha e Silva         | PPD/PSD |
| Secrétaire régional à la Planification et aux Finances             |           | José Manuel Ventura Garcês        | PPD/PSD |
| Secrétaire régional à l'Environnement et aux Ressources naturelles |           | Manuel António Correia (pt)       | PPD/PSD |
| Secrétaire régional aux Affaires sociales                          |           | Francisco Jardim Ramos            | PPD/PSD |
| Secrétaire régional à la Culture, au Tourisme et aux Transports    |           | Conceição Estudante (pt)          | PPD/PSD |
| Secrétaire régional à l'Éducation et aux Ressources humaines       |           | Jaime Manuel Gonçalves de Freitas | PPD/PSD |